# Derivacija (građevinarstvo)
 Ovo je članak o pojmu derivacije u građevinarstvu. Za druga značenja pogledajte Derivacija (razdvojba).
Derivacija u građevinarstvu je građevina kojom se voda provodi izvan prirodnoga vodotoka. Ponajprije služi za ostvarivanje koncentracije pada pri korištenju vodene energije u derivacijskim hidroelektranama, a može služiti i kao plovni put ali i dovodni melioracijski kanal. Izvodi se kao kanal, tunel ili cjevovod. U hidroelektranama se sastoji od dovoda vode do strojarnice i odvoda.